# Microdesmis pierlotiana
Microdesmis pierlotiana är en tvåhjärtbladig växtart som beskrevs av J.Leonard. Microdesmis pierlotiana ingår i släktet Microdesmis och familjen Pandaceae. Inga underarter finns listade i Catalogue of Life.